# ديبي برات
ديبي برات (بالإنجليزية: Debbie Pratt)‏ هي متزحلقة بريطانية، ولدت في 18 فبراير 1969.

## وصلات خارجية
- ديبي برات على موقع أوليمبيديا (الإنجليزية)